# Moshé Feldenkrais
Moshé Pinchas Feldenkrais  (Slavuta, Imperio ruso, 6 de mayo de 1904 - Jaffa, Israel, 1 de julio de 1984) fue un científico físico y doctor en ciencias israelí de origen ruso. En su adolescencia emigró a Palestina.  
Años más tarde, en París, por causa de haber escrito el libro, conoció al maestro japonés Jigorō Kanō. Este lo introduce en el Judo y Feldenkrais se convirtió en el primer europeo en obtener el cinturón negro, segundo Dan en 1933. Fundó el primer club de Judo de Francia por pedido de Kano y escribió varios libros sobre el tema. 
En París, donde residió a partir de 1928, se graduó como físico e ingeniero mecánico y electrónico y obtiene su doctorado en la Sorbona de París, mientras trabaja en el laboratorio Jean Frédéric Joliot-Curie en las primeras investigaciones nucleares. En 1951 Feldenkrais regresó a Israel, donde trabajó como director del departamento electrónico del ejército israelí y en el Instituto Weizmann como profesor de Física. En 1954 comenzó a dedicarse exclusivamente a un tema: cómo desarrollar la capacidad humana de aprendizaje o como él lo llamaba: "aprender a aprender". Al respecto declararía años más tarde a sus alumnos:
- "Voy a ser vuestro último profesor. No porque vaya a ser el mejor que jamás hayáis encontrado, sino porque vais a aprender a aprender. Cuando lo hayáis aprendido os daréis cuenta de que no hay profesores, que sólo hay personas que aprenden y personas que aprenden a facilitar el aprendizaje".

Feldenkrais estudió la relación que existe entre el movimiento corporal y la manera de pensar, sentir, aprender y actuar en el mundo, estableciendo las bases del método de "Autoconciencia por el movimiento" e "Integración funcional", que hoy día lleva su nombre "el Método Feldenkrais". Este, es un sistema único de educación somática, que explora nuevos patrones de movimientos y acrecienta la facilidad y el placer de moverse al expandir la autoconciencia. Es muy interesante su definición de salud: 
- ..."la salud se mide por el shock (el impacto) que una persona pueda recibir sin comprometer su sistema de vida. Así, el sistema de vida se convierte en criterio de salud, ... una persona sana es aquella que puede vivir sus sueños no confesados plenamente."

Sus pensamientos y trabajos están contenidos en sus libros y en numerosos artículos, conferencias y entrevistas.

### Algunas publicaciones

#### Libros del Método Feldenkrais
- Body and Mature Behavior: A Study of Anxiety, Sex, Gravitation and Learning. London: Routledge and Kegan Paul, 1949; New York: International Universities Press, 1950 (softcover edition, out of print); Tel-Aviv: Alef Ltd. 1966, 1980, 1988.

- Awareness Through Movement: Health Exercises for Personal Growth. New York/London: Harper & Row 1972, 1977; Toronto: Fitzhenry & Whiteside, 1972, 1977 (ed, tapa dura, out of print); Harmondsworth, Middlesex, Inglat. Penguin Books, 1972, 1977; San Francisco: Harper Collins, 1990 (ed. tapa blanda).

- The Case of Nora: Body Awareness as Healing Therapy. New York/London: Harper & Row, 1977.

- The Elusive Obvious. Cupertino, California: Meta Publications, 1981.

- The Master Moves. Cupertino, California: Meta Publications, 1984.

- The Potent Self. San Francisco: Harper & Row, 1985. Harper Collins, New York, 1992.

- Embodied Wisdom: The Collected Papers of Moshé Feldenkrais. California: Somatic Resources and North Atlantic Books. 2010.

- Noah Eshkol, 50 Lessons by Dr. Feldenkrais. Tel-Aviv, Israel: Alef Publishers, 1980 (escrito Movement Notation).

#### Libros de Jiujitsu and Judo
- Étienne Chiron, Jiu-jitsu. Paris, 1934.

- Étienne Chiron, Manuel pratique du Jiu-jitsu: la défense du faible contre l'agresseur. Paris, 1939.

- Étienne Chiron, ABC du Judo. Paris, 1941.

- Practical Unarmed Combat. London: Frederick Warne & Co., 1941, ed. revisada 1944, 1967.

- Hadaka-Jime: The Core Technique for Practical Unarmed Combat. Colorado: Genesis II Publishing, 2009. Actualizada Practical Unarmed Combat con nuevo prefacio de Moti Nativ.

- Judo: The Art of Defense and Attack. New York and London: Frederick Warne & Co., 1944, 1967.

- Higher Judo (Groundwork). N. York & Londres: Frederick Warne & Co. 1952. Disponible en copia Xerox de Feldenkrais Resources.

#### Artículos y conferencias transcriptas
- A Non-Specific Treatment., The Feldenkrais J. 6, 1991 (de 1975 Training Program, editó Mark Reese.)

- Awareness Through Movement., Annual Handbook for Group Facilitators. John E. Jones & J. William Pfeiffer (eds.) La Jolla, CA: University Associates, 1975.

- Bodily Expression., Somatics 6 (4) prim./verano 1988 (tradujo del francés Thomas Hanna.)

- Bodily Expression (Conclusion)., Somatics 7 (1) otoño/invierno 1988-89.

- Learn to Learn Booklet. Washington D.C. ATM Recordings, 1980.

- On Health. Dromenon 2 (2) agosto/septiembre 1979.

- On the Primacy of Hearing., Somatics 1 (1) otoño 1976.

- Man and the World., Somatics 2 (2) primavera 1979. Reimpreso en Explorers of Humankind, Thomas Hanna (ed.) San Francisco: Harper & Row, 1979.

- Mind and Body. Two lectures in Systematics: The J. of the Institute for the Comparative Study of History, Philosophy and the Sciences 2 (1) junio de 1964. Reimpreso en Your Body Works, Gerald Kogan (ed.) Berkeley: Transformations, 1980.

- Self-Fulfillment Through Organic Learning., J. of Holistic Health 7, 1982 (conferencia pronunciada en el Mandala Conference, San Diego, 1981, editó Mark Reese.)

Traducidos al español:
- AUTOCONCIENCIA POR EL MOVIMIENTO – Ejercicios para el desarrollo personal. Buenos Aires, Paidós, 1980.
- LA DIFICULTAD DE VER LO OBVIO. Buenos Aires/Barcelona/México: Paidós, 1991.
- EL PODER DEL YO – La autotransformación a través de la espontaneidad. Barcelona/Buenos Aires, Paidós, 1993.
- EL CASO DE NORA. Editorial Grijalbo. México.